# Claude Dénéchau
Claude Dénéchau (né le 8 mars 1768 à Québec, décédé le 30 octobre 1836 à Berthier) est un commerçant, homme politique et officier de milice québécois.  Il a été député à la Chambre d'assemblée du Bas-Canada comme représentant de la Haute-ville de Québec.

## Biographie
Il est le fils de Jacques Dénéchaud, chirurgien et apothicaire, et d'Angélique Gastonguay. Il fait du commerce d'import-export.  Le 23 juin 1800, à Saint-Hyacinthe, il épouse  Marianne-Josette Delorme, fille de Jacques-Hyacinthe Simon dit Delorme, seigneur de Saint-Hyacinthe.  Le 26 mai 1807, à Québec, il épouse en secondes noces Adélaïde Gauvreau, fille de Louis Gauvreau.
En 1807, il est nommé membre du Conseil du Gouverneur.
En 1808, il est élu député de la Haute-ville de Québec à la Chambre d'assemblée du Bas-Canada. Il appuie le Parti bureaucrate.  Il est réélu en 1809, 1810, 1814, 1816 et 1820. Il ne se représente pas en 1820.
En 1813, il est juge de paix pour le district de Québec.
En tant qu'officier de milice, il participe à la guerre de 1812.  En 1826, il est nommé major au 1er régiment de Québec et, en 1828, lieutenant-colonel du 6e bataillon de Saint-Roch.
Chrétien franc-maçon, il devient en 1823 Grand Maître du district de Québec et de Trois-Rivières. Son frère était un prêtre, ce qui causa un embarras.[réf. nécessaire] Pierre-Georges Roy raconte qu'il quitta le maçonnisme et mourut en bon catholique en 1836.
À son décès, à l'âge de 68 ans, il est inhumé sous le banc seigneurial de l'église de Berthier-sur-Mer.
Une loge maçonnique montréalaise porte son nom.